# Década de 130 a.C.
Séculos: (Século III a.C. - Século II a.C. - Século I a.C.)
Décadas: 180 a.C. 170 a.C. 160 a.C. 150 a.C. 140 a.C. - 130 a.C. - 120 a.C. 110 a.C. 100 a.C. 90 a.C. 80 a.C.
Anos:
139 a.C. - 138 a.C. - 137 a.C. - 136 a.C. - 135 a.C. - 134 a.C. - 133 a.C. - 132 a.C. - 131 a.C. - 130 a.C.
Dentro de uma teoria estrutural demográfica que introduzimos anteriormente, e ela é consequência dos impulsos humanos, que são parecidos em qualquer momento da história.
A sociedade romana passou por dois ciclos integrativos e desintegrativos bem descritos durante sua existência: o ciclo republicano entre 350 e 50 AC, e o ciclo imperial entre 30 AC de Cristo e 285 DC. Existe também evidências de que houve um ciclo monarquico completo entre 600 AC e 350 AC, bem como um ciclo imperial incompleto entre 285 DC e 465 DC, mas estes dois ficarão de fora do relato.
Cada ciclo, em qualquer sociedade, é marcado por quatro fases: a expansionista, estagflação, crise e depressão, e cada fase, em qualquer sociedade histórica, é marcada por carregar similaridades e narrativas que sempre são idênticas.
Na fase expansionista, que durou de 350 até 180 AC para a República, ou 27 DC até 96 DC, a sociedade se caracterizava por ser o mais igualitária entre os seus cidadãos o quão poderia ser. Transições violentas, como a queda da monarquia romana ou as guerras civis romanas fizeram com que os ricos e poderosos diminuíssem em número, e liquidasse seu patrimônio em massa.
Ao mesmo tempo, as conquistas romanas garantem um fluxo constante de riquezas para os cidadãos menos favorecidos, os quais se alistaram no exército visando garantir terras agrícolas em regiões fronteiriças. A adição de territórios extensos também causava a queda na densidade demográfica dos censos romanos, o que implicava em uma menor pressão por recursos.
Como descreve o livro “Ciclos Seculares”, de Peter Turchin e Sergey Nefedov.

## Acontecimentos
- 138 a.C.-134 a.C. - Nascimento de Lúcio Cornélio Sula, general e estadista romano.

1. ↑  Turchin, Peter (2009). Secular Cycles. Nova Jersey: Imprensa da Universidade de Princeton. p. 01-360. ISBN 360 Verifique |isbn= (ajuda)